# 143 (凯蒂·佩里专辑)
《143》是美国歌手凱蒂·佩芮的第7张录音室专辑，于2024年9月20日由国会唱片发行。佩里表示专辑的数字标题含义为“我爱你”，并且也是她标志性的“天使數字”。为了创作一张舞曲专辑，佩里和参与她早期专辑制作的卢克博士与星际之门等合作，并加入了沃恩·奧利弗和Rocco Did It Again!等首次合作的制作人。《143》的主要曲風是流行、流行舞曲與歐陸流行，其歌詞主題圍繞著愛情、性愛與女性主義展開。 
专辑发行了3张单曲，主打单曲〈Woman's World〉于2024年7月11日发行，在美国《告示牌》Hot 100最高排第63名，第二张单曲〈Lifetimes〉和第三张单曲分别于同年8月8日和9月13日发行。专辑发行后成为佩里职业生涯乐评最差的一张专辑，乐评人批评其词曲创作欠佳，并认为专辑的制作过时与平淡。

## 背景与概念
2020年8月，凱蒂·佩芮发行了她的第6张录音室专辑《微笑》。专辑获得了乐评褒贬不一的评价，并被媒体认为商业成绩欠佳。2023年8月，佩里在《早安美國》的采访中宣布她正在一个“爱之地”制作一些新东西。次年2月，她亮相《吉米·坎摩尔直播秀》并宣布她将在第22季后离开《美國偶像》的评委小组。她表示自己希望“走出去感受自己节拍的脉冲”，“在录音室一阵子后”发行一些新音乐。2个月后，佩里告诉《走進好萊塢》，她正在制作一张“非常光明和快乐”的专辑。
《滾石》在2024年6月报道称，佩里已经与之前合作过的制作人，包括马克斯·马丁、星际之门和卢克博士等人重新联系。2024年7月10日，在她社交媒体的在线直播中，佩里将《143》描述为一张舞曲专辑：“这张专辑非常高能，非常夏天，非常快节拍。我们刚刚在一个家庭舞会上对着其中一首歌跳舞，专辑充满了快乐，充满了爱，充满了光明”。佩里亦表示一张之后发行的原音专辑也正在制作中。
在接受贊恩·洛的独家采访中，佩里解释道专辑的标题是她标志性的“天使”数字：“几年前，我们全家身体有点不好，当时有点吓人。然后我开始在各处见到数字143，不只是电话上。它快要迷住我了。然后我查了下，这是『我爱你』的代号。我真的相信这是我的天使，我的向导在对我说『我爱你，我们理解你，我们会保护你，你正在该在的地方，也正走在该走的路上』”

## 音乐与歌词
《143》的主要曲风是流行、流行舞曲与欧陆流行，其歌词主题围绕着爱情、性爱与女性主義展开。

## 发行与宣传

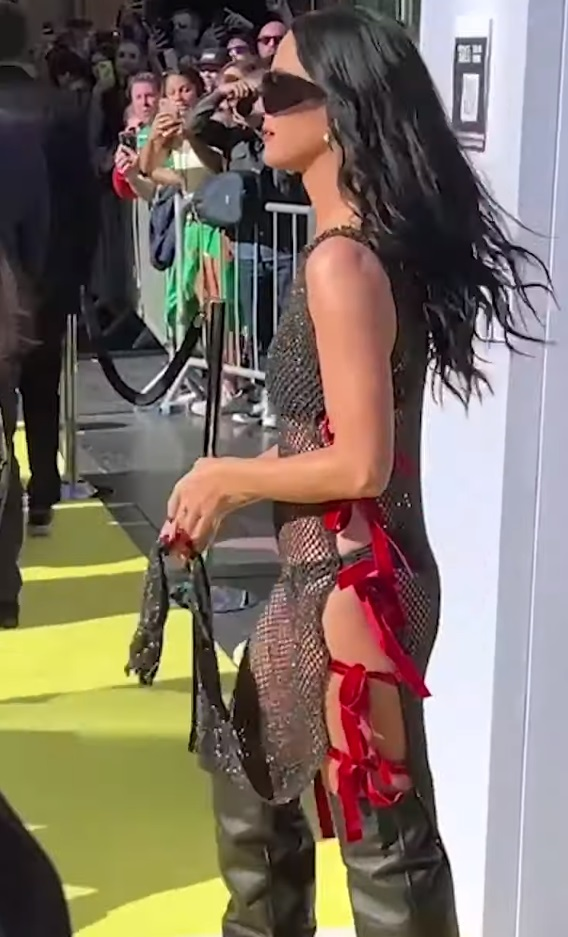
佩里在2024年iHeartRadio音乐节走黄毯

2024年7月10日，佩里宣布新专辑的标题名为“143”，将于2024年9月20日由国会唱片发行。为了专辑进一步预热，她在当日开启了一场社交媒体直播，并试播了包括〈Nirvana〉、〈Gimme Gimme〉（21·萨维奇客串）和〈I'm His, He's Mine〉（Doechii客串）的三首歌曲。在接受洛的采访时，佩里分享了包括〈Lifetimes〉和〈Gorgeous〉在内的两首其它歌曲。9月，专辑发行了CD、黑胶和卡带。

### 单曲
专辑的首张单曲〈Woman's World〉于2024年7月11日发行。歌曲及其音乐视频获得了乐评人和大众的负面评价。一些记者将其归因于专辑营销的“坏品味”，他们认为这对佩里《见证》和《微笑》的商业表现下滑并没有帮助。此外，因凱莎曾指控卢克博士性虐和精神虐待，歌曲中卢克博士的参与引发了众多批评。
专辑的第二张单曲〈Lifetimes〉于2024年8月8日发行。其音乐视频揭示了专辑的曲目列表，但被指控非法进入被西班牙巴利阿里群島政府生态保护的沙丘。9月11日，佩里在2024年MTV音乐视频大奖的混搭表演中表演了〈I'm His, He's Mine〉（与和Doechii共同表演）和〈Lifetimes〉。9月13日，〈I'm His, He's Mine〉正式发行为第三张单曲。在专辑发行同日，佩里在Rock in Rio音乐节表演了〈Woman's World〉、〈Gimme Gimme〉、〈Gorgeous〉、〈I'm His, He's Mine〉和〈Lifetimes〉。9月28日，佩里亦将在2024年澳式足球联盟总决赛表演。专辑的所有单曲榜单表现均欠佳。

## 专业评价
| 綜合得分                 | 綜合得分 |
| 來源                     | 評分     |
| ------------------------ | -------- |
|                          | 3.7/10   |
|                          | 37/100   |
| 評論得分                 |          |
| 來源                     | 評分     |
| AllMusic                 | [ 32 ]   |
| 《Clash》                | 5/10     |
| 《每日电讯报》           | [ 34 ]   |
| 《Exclaim!》             | 3/10     |
| 《衛報》                 | [ 10 ]   |
| 《獨立報》               | [ 36 ]   |
| 《The Line of Best Fit》 | 2/10     |
| 《新音乐快递》           | [ 38 ]   |
| 《Pitchfork》            | 4.5/10   |
| 《滾石》                 | [ 40 ]   |

《143》获得了乐评的负面评价，许多乐评认为这是佩里最差的作品。评论聚合网站Metacritic综合17个乐评给予《143》加權平均分數37的评分，这显示专辑大体获得了差评。这是佩里职业生涯乐评最差的一张专辑，也是2020年代在Metacritic评分最低的一张专辑。
一些评论认为《143》是佩里的一张毫无吸引力，且十分空洞的专辑。《衛報》的亚历克西斯·彼得里奇认为，《143》是一张平庸流行专辑，但“离彻底的灾难还有一段距离”。《紐約客》的阿曼达·彼特鲁西奇、《金融時報》的卢多维奇·亨特-蒂尔尼（Ludovic Hunter-Tilney）和《PopMatters》的彼得·皮亞特科夫斯基（Peter Piatkowski）表示，佩里在专辑中失去了那些过去使她歌曲变得“灵动和有趣”的搞笑行为和“卡通式的怪奇”。《Clash》的罗宾·默里（Robin Murray）、《偏锋》的汤姆·威廉斯（Tom Williams）、《泰晤士报》的埃德·波顿（Ed Potton）和《新音乐快递》的尼克·列维（Nick Levine）认为《143》是一张无聊、欠佳，且少有亮点的作品。《The Line of Best Fit》的塔纳塔特·库塔潘（Tanatat Khuttapan）表示，《143》是一张“无脑的俱乐部凑数专辑”，而《每日电讯报》的海伦·布朗（Helen Brown）则将《143》描述为一张技艺低下的“灾难”专辑。《Slate》的卡爾·威爾森（Carl Wilson）、《商业内幕印度版》的凯莉·阿尔格里姆（Callie Ahlgrim）和《The Arts Desk》的盖伊·奥迪（Guy Oddy）认为，在发行了3张单曲后，《143》也没出现任何能拯救整张专辑的歌曲。
还有评论批评了专辑过时的音乐制作。彼得里奇、默里、新西蘭國家廣播電台的贾里德·理查兹（Jared Richards）和《洛杉磯時報》的米卡埃爾·伍德（Mikael Wood）称佩里的音乐不适合由莎賓娜·卡本特和查普尔·罗恩等新鲜血液定义的流行音乐圈。威尔森称专辑“真的很差”，并将佩里比喻成“一个拼命入侵2020年代这个不属于她的环境的入侵物种”。在《獨立報》的罗伊辛·奥康纳（Roisin O'Conner）看来，《143》是一张脱节的作品，并被“商业愿望”所束缚，一点也没意思，但歌曲〈All the Love〉展现了佩里自〈從未結束〉以来最佳的演唱表现。《滾石》的毛利·约翰斯顿（Maura Johnston）和亨特-蒂爾尼亦同意这是佩里重振其巅峰时期的一次失败尝试。其中约翰斯顿认为专辑让人感觉“和一部Vine的视频一样过时”。
多个乐评人将专辑的品质与内容与人工智能生成的作品进行比较，其中一些人怀疑专辑本可以由人工智能参与制作的。其它的乐评人亦感《143》证明佩里在成为2010年代显要的流行明星后可见的创造力消失。AllMusic的弗雷德·托马斯（Fred Thomas）评论道：“《143》为佩里敲响了丧钟”。《Exclaim!》的乐评人悉尼·巴西（Sydney Brasil）写道：“真的很迷，为什么佩里在有充足资源隐退并被深深记住时继续做这种毫无灵魂的音乐”。《华盛顿邮报》的克里斯·凯利（Chris Kelly）持相同观点，认为佩里在《143》中试图复制自己之前的成功，“但她敷衍的流行音乐让人感觉被困在往昔的时光中”。
《143》亦被托马斯、Pitchfork的里奇·朱茲維亞克（Rich Juzwiak）、《The Spinoff》的斯图尔特·索曼-伦德（Stewart Sowman-Lund）、《Paste》的维多利亚·瓦西拉克（Victoria Wasylak）、《musicOMH》的約翰·墨菲（John Murphy）、美联社的马克·肯尼迪（Mark Kennedy）、《后果》的温雷恩·格雷夫斯（Wren Graves）都认为《143》是一张平庸且缺乏独创性的专辑，他们认为歌曲无聊、“无创意”、“缺乏记忆点”和“了无生气”，并认为词曲创作空洞和套路。《綜藝》的作者史蒂文·J·霍罗威茨（Steven J. Horowitz）将《143》描述为一张歌词烂俗，制作“无力”的“无趣”专辑，并认为这标志着佩里创造力的新低。霍罗威茨亦同意佩里参照她旧作去创造新作品是一个糟糕的决定。阿尔格里姆表示，也许有人会觉得批评“过于夸张或存在偏见，是从众思维通常造成的结果”，但他认为《143》绝对不属于这种情况，并补充道“这些负面反应（……）是非常应得的，即便更加心软一点也是这样”。
在一些相对正面的评价中，《告示牌》的作者拉尼亚·阿尼夫托斯（Rania Aniftos）将《143》列为佩里粉丝“肯定会喜欢”的“典型凯蒂·佩里”专辑。一些评论人，例如霍罗威茨、彼得里奇和库塔潘，表示〈Wonder〉是专辑的最佳歌曲，并赞美了其真情实感 。朱茲維亞克将《143》视为佩里自《见证》和《微笑》“一个接一个的”失败后肯定会有的再次失败，并认为发行一些坏到让大家津津乐道的专辑可以成为佩里的吸引力。索曼-伦德亦同意这个观点，将《超炫光》列为佩里最后的成功。亨特-蒂尔尼评论道“这种坏到让人津津乐道的重估”是《143》最后的手段，并怀疑这张专辑是否会“因为它纯粹的糟糕重生成媚俗经典”。

## 商业成绩
《143》空降美国《公告牌》200榜单第6，成为佩里第6张进入该榜单前10的专辑。专辑首周取得了48,000份专辑等价单位销量，其中37,500份为实际销量，10,000份为流媒体等价单位（1.311亿点播流媒体），500份为曲目等价专辑单位。

## 曲目列表
| 《143》标准版曲目列表 | 《143》标准版曲目列表                   | 《143》标准版曲目列表 | 《143》标准版曲目列表                                                                      | 《143》标准版曲目列表 |
| 曲序                  | 曲目                                    | 词曲 | 制作人                                                                                     | 时长                  |
| --------------------- | --------------------------------------- | --- | ------------------------------------------------------------------------------------------ | --------------------- |
| 1.                    | Woman's World                           | 凱蒂·佩芮 卢卡什·戈特瓦尔德 沃恩·奥利弗 （ 英语 ： Vaughn Oliver） 艾伦·约瑟夫 罗科·瓦尔德斯 （ 英语 ： Rocco Did It Again!） 克洛伊·安捷利迪斯 （ 英语 ： Chloe Angelides）                                            | 卢克博士 约瑟夫 Rocco Did It Again! 奥利弗 卡拉尼·汤普森 [a] 賴恩·奧格倫 （ 英语 ： Ryan Ogren） [a] | 2:43                  |
| 2.                    | Gimme Gimme（featuring 21 Savage）      | 佩里 谢亚·本·亚伯拉罕-约瑟夫 戈特瓦尔德 瓦尔德斯 奧格倫 賽隆·托馬斯 （ 英语 ： Theron Thomas） 加麦尔·刘易斯 （ 英语 ： LunchMoney Lewis） 费拉斯·阿尔盖斯                                            | 卢克博士 Rocco Did It Again! 奧格倫 [a] 汤普森 [a]                                         | 2:57                  |
| 3.                    | Gorgeous（featuring Kim Petras）        | 佩里 金·彼特拉斯 戈特瓦尔德 马克斯·马丁 奥利弗 约瑟夫 瓦尔德斯 安捷利迪斯 Malibu Babie 德文·威尔克斯                                                                     | 卢克博士 奥利弗 Malibu Babie 奧格倫 [a] 汤普森 [a]                                         | 3:17                  |
| 4.                    | I'm His, He's Mine（featuring Doechii） | 佩里 杰拉·希克蒙  戈特瓦尔德 瓦尔德斯 奧格倫 托马斯 刘易斯 阿尔盖斯 克莉絲朵·沃特斯 （ 英语 ： Crystal Waters） 尼爾·康維                                                 | 卢克博士 Rocco Did It Again! 奧格倫 [a] 汤普森 [a]                                         | 3:18                  |
| 5.                    | Crush                                   | 佩里 戈特瓦尔德 瓦尔德斯 奧格倫 托马斯 基根·巴可 （ 英语 ： KBeazy） 艾米莉·沃伦 （ 英语 ： Emily Warren） 史考特·哈里斯 （ 英语 ： Scott Harris (songwriter)） 莎拉·哈德森 （ 英语 ： Sarah Hudson (singer)） 达拉斯·科奇 （ 英语 ： DallasK） | 卢克博士 奧格倫 [a] 汤普森 [a]                                                             | 2:57                  |
| 6.                    | Lifetimes                               | 佩里 戈特瓦尔德 奥利弗 瓦尔德斯 奧格倫 托马斯 刘易斯 哈德森 | 卢克博士 奥利弗 奧格倫 [a] 汤普森 [a]                                                      | 3:12                  |
| 7.                    | All the Love                            | 佩里 戈特瓦尔德 奥利弗 约瑟夫 奧格倫 巴可 阿尔盖斯 | 卢克博士 奥利弗 约瑟夫 KBeazy 奧格倫 [a] 汤普森 [a]                                        | 3:15                  |
| 8.                    | Nirvana                                 | 佩里 戈特瓦尔德 奥利弗 约瑟夫 瓦尔德斯 奧格倫 巴可 哈德森 科奇 托马斯 沃伦 哈里斯                                                                                        | 卢克博士 奥利弗 约瑟夫 KBeazy 奧格倫 [a] 汤普森 [a]                                        | 2:51                  |
| 9.                    | Artificial（featuring JID）             | 佩里 德斯廷·鲁特 （ 英语 ： JID） 戈特瓦尔德 约瑟夫 瓦尔德斯 巴可 安捷利迪斯 哈德森 薩姆爾·卡塔拉诺                                                                         | 卢克博士 KBeazy 奧格倫 [a] 汤普森 [a]                                                      | 2:43                  |
| 10.                   | Truth                                   | 佩里 戈特瓦尔德 奥利弗 瓦尔德斯 奧格倫 刘易斯 哈德森 | 卢克博士 奥利弗 奧格倫 [a] 汤普森 [a]                                                      | 2:57                  |
| 11.                   | Wonder                                  | 佩里 阿尔盖斯 托尔·赫尔曼森 （ 英语 ： Stargate (production team)） 米克尔·埃里克森 （ 英语 ： Stargate (production team)） 亨利·华特 （ 英语 ： Cirkut） 肯特·桑德博格 卡托·桑德博格 （ 英语 ： Cato Sundberg）                                | 星际之门 （ 英语 ： Stargate (record producers)） [b] 西库特 [b]                                                      | 3:24                  |
| 总时长：              | 总时长：                                | 总时长： | 总时长：                                                                                   | 33:34                 |

| 日本版或HMV/目標百貨版本附赠曲目 | 日本版或HMV/目標百貨版本附赠曲目 | 日本版或HMV/目標百貨版本附赠曲目              | 日本版或HMV/目標百貨版本附赠曲目 | 日本版或HMV/目標百貨版本附赠曲目 |
| 曲序                             | 曲目                             | 词曲                                          | 制作人                           | 时长                             |
| -------------------------------- | -------------------------------- | --------------------------------------------- | -------------------------------- | -------------------------------- |
| 12.                              | Has a Heart                      | 佩里 戈特瓦尔德 奥利弗 瓦尔德斯 奧格倫 刘易斯 | 卢克博士 奥利弗                  | 2:49                             |
| 总时长：                         | 总时长：                         | 总时长：                                      | 总时长：                         | 36:23                            |

| 网页版商店独家紫胶附赠版曲目 | 网页版商店独家紫胶附赠版曲目 | 网页版商店独家紫胶附赠版曲目                    | 网页版商店独家紫胶附赠版曲目 | 网页版商店独家紫胶附赠版曲目 |
| 曲序                         | 曲目                         | 词曲                                            | 制作人                       | 时长                         |
| ---------------------------- | ---------------------------- | ----------------------------------------------- | ---------------------------- | ---------------------------- |
| 12.                          | No Tears for New Year's      | 佩里 戈特瓦尔德 瓦尔德斯 奧格倫 托马斯 阿尔盖斯 | 卢克博士                     | 3:23                         |
| 总时长：                     | 总时长：                     | 总时长：                                        | 总时长：                     | 36:57                        |

| “143: I Love You More”网页版商店数字豪华版曲目 | “143: I Love You More”网页版商店数字豪华版曲目 | “143: I Love You More”网页版商店数字豪华版曲目         | “143: I Love You More”网页版商店数字豪华版曲目     | “143: I Love You More”网页版商店数字豪华版曲目 |
| 曲序                                           | 曲目                                           | 词曲                                                   | 制作人                                             | 时长                                           |
| ---------------------------------------------- | ---------------------------------------------- | ------------------------------------------------------ | -------------------------------------------------- | ---------------------------------------------- |
| 12.                                            | I Woke Up                                      | 佩里 戈特瓦尔德 刘易斯                                 | 卢克博士                                           | 2:28                                           |
| 13.                                            | No Tears for New Year's                        | 佩里 戈特瓦尔德 瓦尔德斯 奧格倫 托马斯 阿尔盖斯        | 卢克博士                                           | 3:23                                           |
| 14.                                            | Gimme Gimme（独唱版）                          | 佩里 戈特瓦尔德 瓦尔德斯 奧格倫 托马斯 刘易斯 阿尔盖斯 | 卢克博士 Rocco Did It Again! 奧格倫 [a] 汤普森 [a] | 2:44                                           |
| 总时长：                                       | 总时长：                                       | 总时长：                                               | 总时长：                                           | 42:09                                          |

| “143: I Love You IRL”网页版商店数字豪华版曲目 | “143: I Love You IRL”网页版商店数字豪华版曲目 | “143: I Love You IRL”网页版商店数字豪华版曲目 | “143: I Love You IRL”网页版商店数字豪华版曲目 |
| 曲序                                          | 曲目                                          | 词曲 | 时长                                          |
| --------------------------------------------- | --------------------------------------------- | --- | --------------------------------------------- |
| 12.                                           | Woman's World（live from Brazil）             | 佩里 戈特瓦尔德 奥利弗 约瑟夫 瓦尔德斯 安捷利迪斯 | 3:18                                          |
| 13.                                           | California Gurls（live from Brazil）          | 佩里 戈特瓦尔德 马丁 本杰明·列维 邦尼·麦基 | 3:17                                          |
| 14.                                           | Teenage Dream（live from Brazil）             | 佩里 戈特瓦尔德 马丁 列维 麦基 | 3:43                                          |
| 15.                                           | Part of Me（live from Brazil）                | 佩里 戈特瓦尔德 马丁 麦基 | 4:03                                          |
| 16.                                           | Dark Horse（live from Brazil）                | 佩里 戈特瓦尔德 哈德森 马丁 华特 | 2:48                                          |
| 17.                                           | Never Really Over（live from Brazil）         | 佩里 達格尼·桑德維克 （ 英语 ： Dagny (singer)） 米歇爾·巴茲 傑森·吉爾 吉諾·巴列塔 海莉·華納 （ 英语 ： Hayley Warner） 安東·扎斯拉夫斯基 莉亞·庫尼 （ 英语 ： Leah Haywood） 丹尼爾·占士 （ 英语 ： Daniel James (record producer)） | 3:36                                          |
| 18.                                           | Wide Awake（live from Brazil）                | 佩里 戈特瓦尔德 马丁 麦基 华特 | 3:41                                          |
| 19.                                           | Lifetimes（live from Brazil）                 | 佩里 戈特瓦尔德 奥利弗 瓦尔德斯 奧格倫 托马斯 刘易斯 哈德森 | 3:11                                          |
| 总时长：                                      | 总时长：                                      | 总时长： | 1:01:11                                       |

注释
- ^[a] 代表配唱製作人
- ^[b] 代表主要制作人与配唱製作人
- 〈I'm His, He's Mine〉采样了歌曲〈Gypsy Woman（英语：Gypsy Woman (Crystal Waters song)）〉，后者由尼爾·康維（Neal Conway）和克莉絲朵·沃特斯（英语：Crystal Waters）创作。
- 〈Crush〉包含〈My Heart Goes Boom (La Di Da Da)（英语：My Heart Goes Boom (La Di Da Da)）〉的元素，后者由芭芭拉·阿爾欽多（Barbara Alcindor）、托斯頓·卓瑞爾（Torsten Dreyer）和卡斯坦·德雷爾（Karsten Dreyer）创作。

## 发行历史
| 地区          | 日期          | 形式                         | 版本                   | 厂牌 | 来源          |
| ------------- | ------------- | ---------------------------- | ---------------------- | ---- | ------------- |
| 多国          | 2024年9月20日 | 卡带 CD 数字下载 流媒体 黑胶 | 标准版                 | 国会 | [ 15 ]        |
| 多国          | 2024年9月20日 | CD 黑胶                      | HMV/目标百货           | 国会 | [ 72 ] [ 73 ] |
| 美国 澳大利亚 | 2024年9月23日 | 数字下载                     | “143: I Love You More” | 国会 | [ 75 ] [ 77 ] |
| 美国          | 2024年9月26日 | 数字下载                     | “143: I Love You IRL”  | 国会 | [ 76 ]        |

## 注解
1. ↑  143是一个流行的表达“I love you”（英文的“我爱你”）的傳呼機数字，这一表达取自“I love you”每个单词的字母数。[9]